# Puree

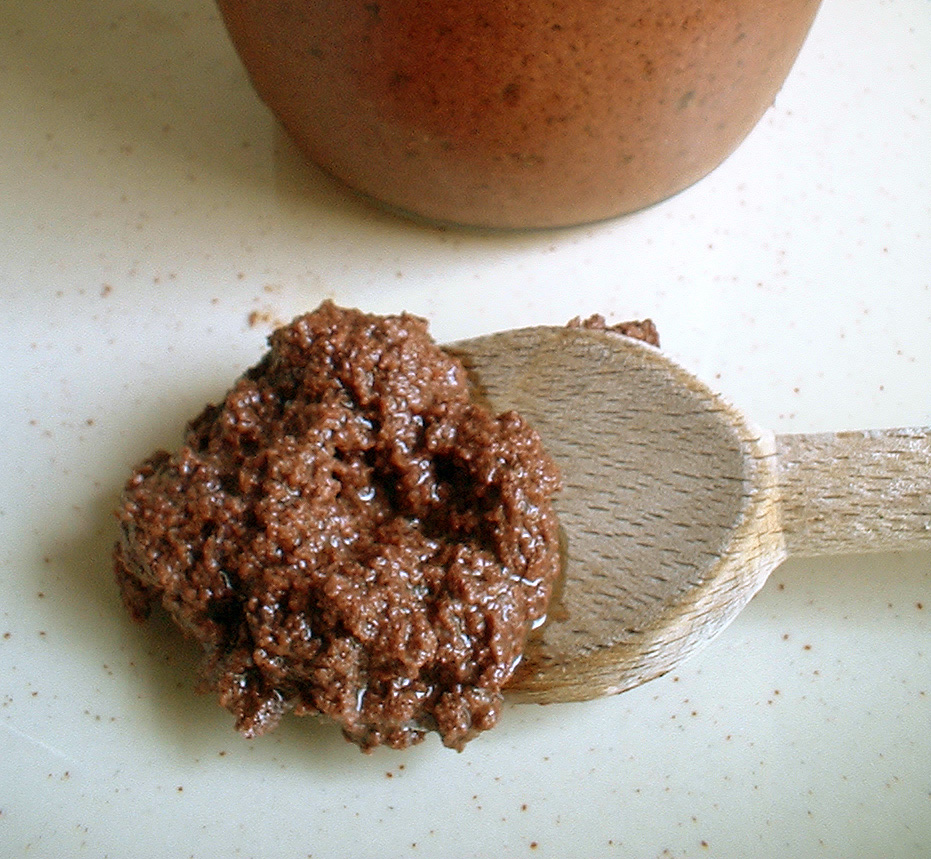
Puree, zoals tapenade.

Puree is een gerecht dat bestaat uit gestampte of geperste groenten of vruchten. 
Er zijn meerdere soorten puree, zoals:
- aardappelpuree
- tomatenpuree
- kastanjepuree
- ansjovispuree

## In Nederlands taalgebruik
Een aantal spreekwoorden zijn:
- hij zit in de puree (zijn problemen zijn niet meer te overzien, zijn niet meer herkenbaar)
- hij heeft zijn auto in de puree (of prak) gereden (is nog nauwelijks als zodanig herkenbaar)
(prak is qua textuur te vergelijken met puree)